# Mendatica
Mendatica är en ort och kommun i provinsen Imperia i regionen Ligurien i Italien. Kommunen hade 180 invånare (2018).